# 平潭第一中学
平潭第一中学（英語：Fujian Pingtan No.1 High School），简称平潭一中，本地人簡稱之一中，是中华人民共和国福建省平潭县的完全中学，其前身毓贤女子学堂於1912年由美国美以美外国女布道会創立。現由平潭综合实验区社会事业局主管，是福建省一级达标高中、福建省第二批示范性普通高中建设学校。
2017年9月，平潭一中新校区投入使用。

## 學校歷史

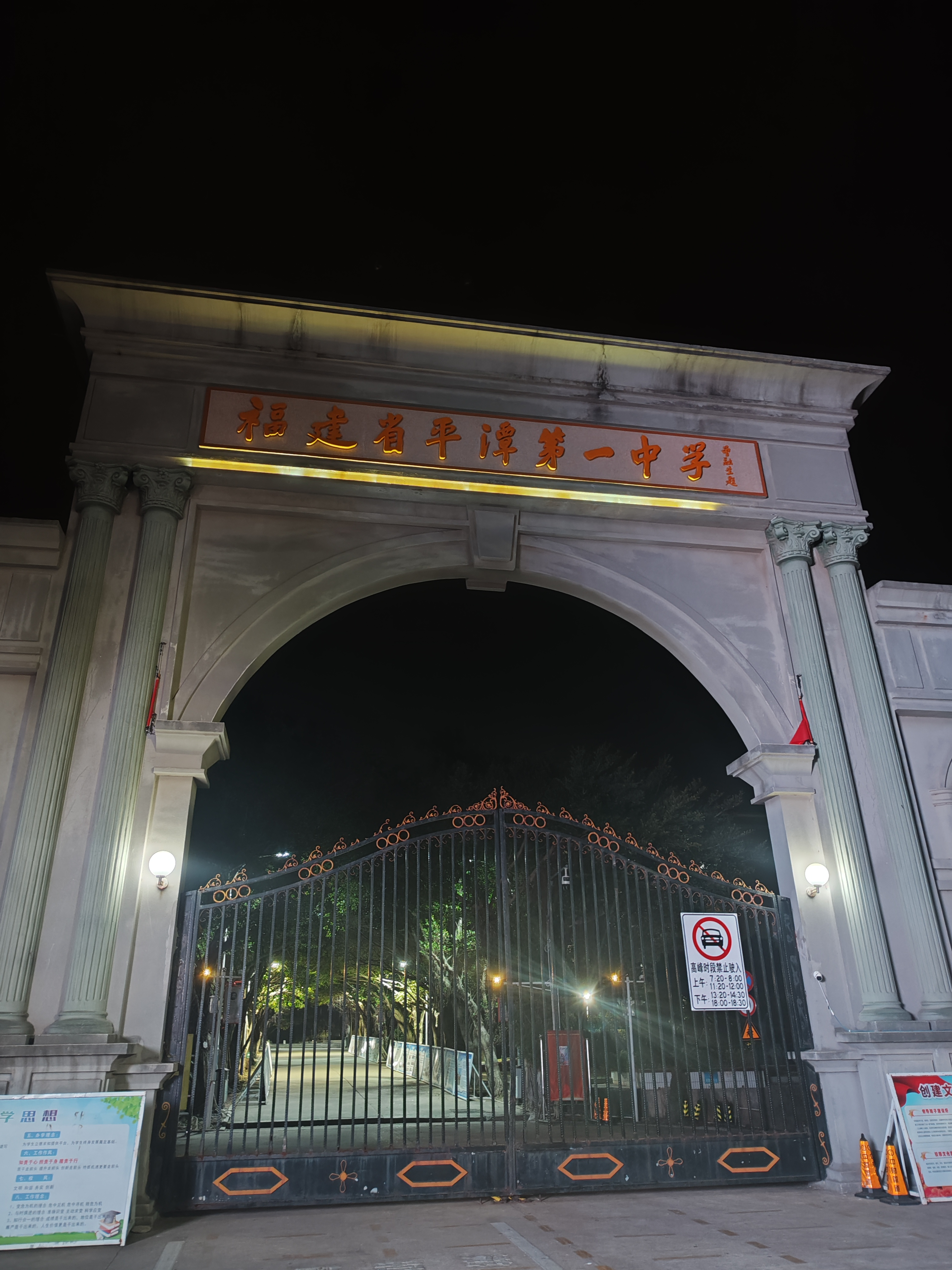
平潭一中北街校区校门

### 教會學校時期
- 1906年，美国美以美外国女布道会在潭城南砲台创办毓贤女子学堂，為完全小學。
- 1912年，毓贤女子学堂增设初中班，成为平潭一中校史的开端。
- 1917年，美国美以美外國男布道會在平潭縣城潭城北炮台（现平潭縣城北小学）创办开宗小学。
- 1921年，开宗小学增设初中班。
- 1923年，毓贤女子学堂改名为毓贤女子初级中学。 1931年，毓贤初中班和开宗初中班合并，改名“岚华初級中學”。
- 1939年，日本侵华战火燃及平潭，岚华初中被迫迁址于福清县东张香山寺。
- 1941年，福清沦陷，教会当局将10所教会创办的初级中学合并为“卫理联中”，统迁顺昌县元坑村。
- 1942年，闽海各县克复，联中解散回原地复课，但平潭敌伪势力未除，岚华初中寄于福清龙田镇明义、毓贞和融美三所初中。
- 1944年，平潭地方稍靖，岚华学生方回平潭复课。

### 公辦學校時期
- 1950年，平潭县人民政府接办“岚华初级中学”。
- 1951年，改名为“平潭初级中学”；
- 1956年，改名为“平潭第一中学”；
- 1970年，改名“平潭县红心公社中学”；
- 1971年，改名为“平潭县红心中学”；
- 1977年，恢复为“平潭第一中学” 。
- 1978年，被列为福州地区重点中学。
- 1980年，被评为福建省级重点中学。
- 1994年，成为福建省二级达标高中。
- 2016年，成为福建省一级达标高中。
- 2022年，被遴选为福建省第二批示范性普通高中建设学校。

## 学校荣誉
- 1978年，被列为福州地区重点中学。

- 1980年，被评为福建省级重点中学。

- 1994年，成为福建省二级达标高中。

- 2016年，福建省一级达标高中。[3]

- 2022年，被遴选为福建省第二批示范性普通高中建设学校。

## 相关链接
- 平潭一中网站